# Tabula rasa (psychologie)

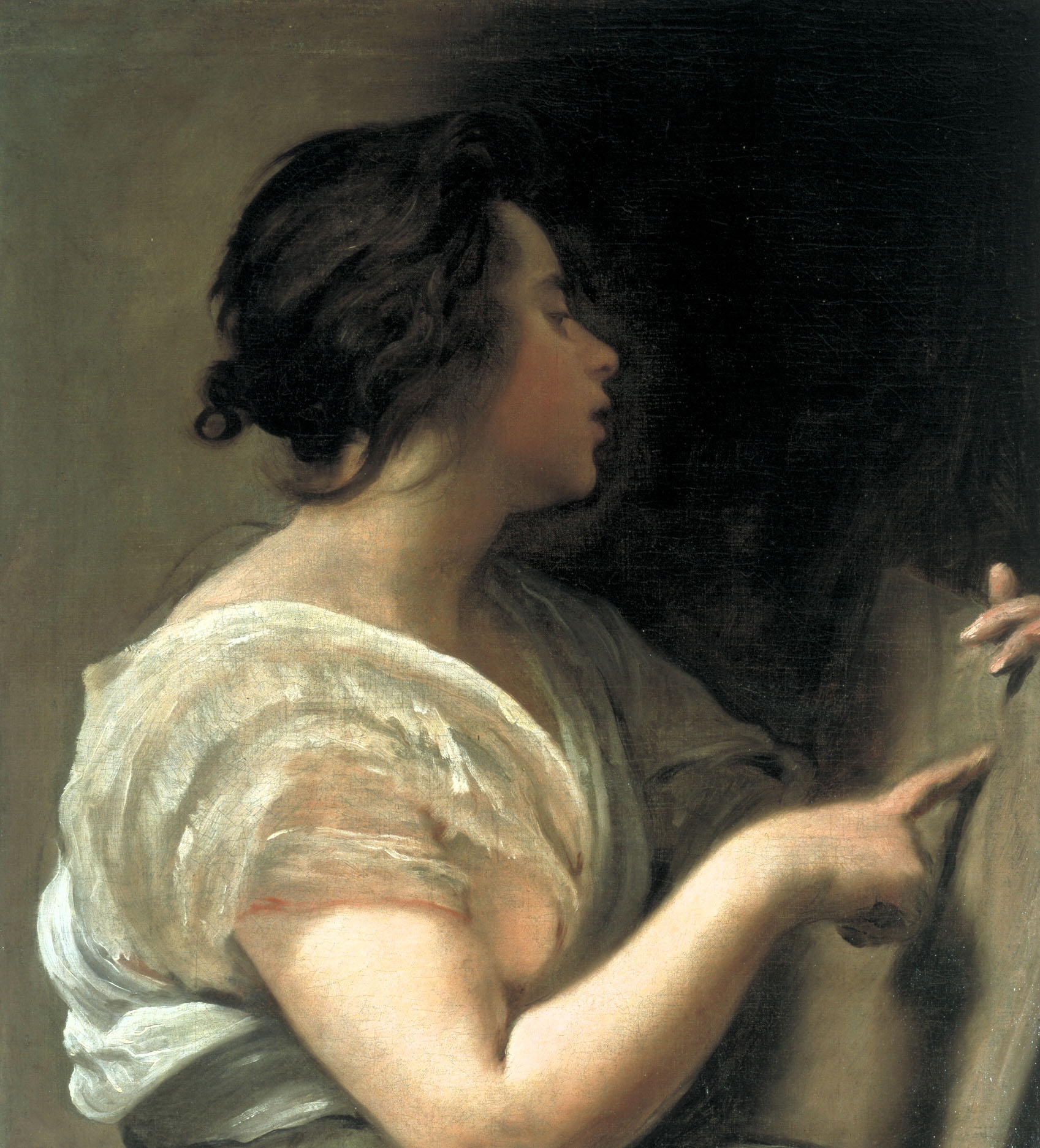
Velázquez Sibille met Tabula Rasa

Tabula rasa (Latijn, schone lei, onbeschreven blad) is het idee dat mensen worden geboren als onbeschreven blad – zonder kennis, vaardigheid en persoonlijkheid – en volledig afhankelijk zijn van waarneming en ervaring om de geest te vormen.
Het begrip werd voor de eerste keer gebruikt door Aristoteles. Later ook door de middeleeuwse filosoof en theoloog Thomas van Aquino en werd overgenomen door de Engelse filosoof John Locke. In het nature-nurture-debat over aangeboren en aangeleerde eigenschappen in met name de filosofie, antropologie en psychologie is dit een centrale notie, omdat het de nurture-positie in extremis typeert. De vraag is dan of de mens geboren wordt als tabula rasa en gevormd wordt door zijn of haar omgeving, of dat het karakter van de mens al gedeeltelijk vastligt bij de geboorte.
Sinds de opkomst van de moderne genetica wordt algemeen aanvaard dat bepaalde menselijke eigenschappen zoals het temperament genetisch gepredisponeerd zijn. De discussie stelt zich louter op de verhouding tussen nature en nurture.
In de filosofie wordt dit concept vooral gebruikt binnen het empirisme en is het in minder expliciete vorm terug te voeren tot Aristoteles. De tabula rasa, geplaatst in de hersenen of in de ziel, is als een wassen tafel waarop de prikkels via de zintuigen als kennisbeelden opgeslagen worden. Andere vormen van cognitie zijn de aangeboren ideeën van Descartes, en de a priori vormen van kennis bij Kant. Hedendaagse critici van het idee van een tabula rasa zijn Noam Chomsky en Jerry Fodor die beargumenteren dat er vormen van aangeboren kennis moeten zijn.